# DreamWorks Dragons: The Nine Realms
DreamWorks Dragons: The Nine Realms je americký počítačově animovaný seriál, jenž je součástí franšízy Jak vycvičit draka. Produkce seriálu byla svěřena firmě DreamWorks Animation Television a vysílán byl na streamovacích službách Hulu a Peacock. Poprvé si diváci na obou těchto službách mohli tento seriál prohlédnout 23. prosince 2021. Druhá řada seriálu přišla 5. května 2022. Třetí řada byla vydána 18. srpna 2022, a čtvrtá řada byla k dispozici 17. listopadu 2022. Pátá řada vyšla 2. března 2023. Šestá řada vyšla 15. června 2023. Sedmá řada vyšla 14. září 2023. Poslední osmá řada byla vydána 14. prosince 2023.

## Příběh
Děj tohoto seriálu se odehrává v současnosti, 1300 let po událostech z filmu Jak vycvičit draka 3, a hlavními aktéry je skupina pěti dospívajících dětí, jejichž rodiče se účastní důležitého vědeckého výzkumu. Kolem Země totiž těsně proletěl velký asteroid, jenž ovlivnil zemský povrch takovým způsobem, že na severoamerickém kontinentě otevřela obří puklinu sahající dle odhadů pod úroveň Mariánského příkopu (až 7 mil hluboko). Tím se otevřel vstup do „Skrytého světa“, kam na konci výše uvedeného filmu dal Škyťák schovat všechny draky, dokud nebude lidstvo připraveno přijmout jejich existenci a chovat se k nim s respektem. Na počest geoložky Olivie Kullersenové, jež vznik pukliny předpověděla svým teoretickým výpočtem, dostala název Puklina Kullersenové (angl. Kullersen Fissure). Na jejím okraji vznikla základna účastníků projektu ICARIS, později nazvaná Rakke Town (městečko Rakke), jejichž úkolem byl výzkum pukliny a studovat možnosti využití čehokoliv, co tam najdou. Puklina je však nestabilní a častá jsou zemětřesení i výpadky elektrického proudu. Dlouhou dobu věděla pouze pětice dětí, že za tím stojí draci a dělají coby „Dračí klub“ vše pro to, aby draci neopouštěli „Skrytý svět“ a aby byla jejich existence utajena před dospělými. Hlavně před chamtivci či před zaměstnanci nadnárodní firmy Rakke Corp, jež projekt ICARIS financuje miliardou dolarů. Prvními dospělými lidmi, kteří se o existenci draků dověděli, byli Olivia Kullersenová a šílený dřevorubec Leonard Burne, známý jako Buzzsaw. S koncem páté řady se o existenci draků dovědělo celé městečko Rakke, jehož obyvatelé si od té doby na přítomnost draků zvykali.

## Obsazení

### Hlavní postavy
| Jeremy Shada    | Thomas „Tom“ Kullersen – 14letý blonďatý chlapec, který se hrdě hlásí k odkazu Vikingů. Je skvělý horolezec a dobrodruh, který s matkou procestoval na geologických expedicích kus světa, ale často dělá maléry. Je vzdáleným potomkem Škyťáka a Astrid. Jeho drak se jmenuje Thunder (Blesk) a je z plemene Night Light (Noční světlo – druh vzniklý zkřížením Nočního běsa s Bílým běsem).                                 |
| Ashley Liao     | Jun Wongová – 14letá dívka čínského původu, Tomova kamarádka z raného dětství. Zajímá se o magii a okultismus. Její drak se jmenuje Wu a Wej a je z dvojhlavého plemene Mist Twister (Mlžný vír – podobný Ohavnému Zippákovi, ale dští oheň a led). |
| Marcus Scribner | D'Angelo Baker – 15letý robustní chlapec tmavé pleti, jenž dbá na disciplínu a dodržování pravidel. Rád by se stal veterinářem, což vykonává při péči o draky. Jeho drak se jmenuje Plowhorn (Pluhoroh) a je z plemene Gembreaker (Drahokamolam – obrněný modrý drak s agresivní povahou, s výrazným rohem vyrůstajícím z nosu a s křídly ukrytými pod obřími krovkami).                                                     |
| Aimee Garciová  | Alexandra „Alex“ Gonzalezová – 15letá brýlatá dívka mexického původu, jež má přirozeně dvojbarevné vlasy. Je uzavřená, tichá, ale rozumí počítačům a hackingu. Je tedy schopna vyřazovat bez potíží bezpečnostní zařízení základny. Její drak se jmenuje Feathers (Pírko) a je z plemene Featherhide (Opeřená kůže – jeden z mála dračích druhů, kteří mají místo šupin peří. Umí se zneviditelnit).                         |
| Vincent Tong    | Eugene Wong – 17letý chlapec, bratr Jun, hezoun se zvláštní a rozporuplnou povahou, který se zprvu jen stará o perfektní účes, a nebyl zprvu moc přátelský k ostatním dětem. Do Dračího klubu byl přijat až na konci třetí řady. Jeho drak se jmenuje Webmaster a je z plemene Deadly Spinner (Pavoučí smrťák – Má deset končetin: šest nohou, pár předních tlap s pařáty a pár křídel. Je přizpůsoben k pavoučím způsobům). |

### Vedlejší postavy
| Julia Stilesová     | Olivia Kullersenová – stejně jako její syn Tom je i ona potomkem Škyťáka a Astrid. Je geoložka a vědec, pracující na projektu ICARIS. Zatím je jediná z projektu, kdo ví o dracích (počínaje posledním dílem čtvrté řady), a rozhodla se zachovat tajemství. |
| Lauren Tomová       | May Wongová – mrňavá žena čínského původu, jež má dvě děti: Jun a Eugena, z nichž má více v oblibě syna a neustále shazuje Jun. Je ředitelkou projektu ICARIS a je přísná v dodržování vědeckých postupů. U dcery nemá ráda její oblibu v okultních věcech a domnívá se, že tím mrhá svým potenciálem. |
| Keston John         | Philip Baker – bývalý voják tmavé pleti a šéf ostrahy u projektu ICARIS. Je otcem D'Angela a svou práci i výchovu syna bere velmi vážně. Nemá rád lidi, kteří nedodržují pravidla, ale váží si těch, kteří projeví odvahu. |
| Pavar Snipeová      | Angela Bakerová – bývalá vojačka tmavé pleti, manželka Philipa Bakera, matka D'Angela. Je hendikepovaná a pohybovat se může pouze na vozíčku. V projektu ICARIS je zdravotnictví a učitelka dětí. |
| Justina Machadová   | Carla Gonzalezová – vědkyně mexického původu, „provdaná“ za Hazel, a matka Alexandry. V projektu ICARIS působí jako bioložka. |
| Angelique Cabralová | Hazel Gonzalezová – vědkyně mexického původu, „provdaná“ za Carlu, a „druhá matka“ Alexandry. V projektu ICARIS působí též jako bioložka. |
| D'Arcy Cardenová    | Linda – mladá vědkyně v projektu ICARIS, jež je zodpovědná za provoz průzkumných dronů a za monitorování činnosti počítačové sítě. Hned v prvním díle málem zemře pádem do pukliny, ale zachrání ji Tom. Později se stává nohsledem dr. Sledkinové |
| Carrie Keranenová   | Wilma Sledkinová – vědkyně v projektu ICARIS, která je poněkud drzá, závistivá a zlomyslná. Je rivalkou Olivie a snaží se za každou cenu odhalit tajemství, jaká ukrývá puklina. |
| Haley Joel Osment   | Leonard „Buzzsaw “ Burne – hlavní záporná postava. Je dřevorubec, majitel zničené firmy Burne Lumber Company, jež působí v okolí pukliny. Díky své nedbalosti jednoho dne podpálí celý les a při požáru zahlédne „bleskového ptáka“, kterého neprávem viní ze založení požáru. Vůbec si neuvědomuje, že to on požár způsobil. Honem za „bleskovým ptákem“ zešílí a dostane se až do Skrytého světa, kde se snaží zotročit draky, vytvořit si tam vlastní říši a dokonce hodlá ovládnout nestvůru jménem Jörmungandr. K Tomovi a jeho partě Dračímu klubu se chová nepřátelsky. Jeho drak je Old Jack (Starý Jack) a je z plemene Rubavec. |
| Al Rodrigo          | Ford – dřevorubec pracující pro Buzzsawa. |
| Christian Lanz      | Winston – dřevorubec pracující pro Buzzsawa. |
| Mark Mercado        | Dood – dřevorubec pracující pro Buzzsawa. |